# Господарська Угода між СРСР і Німеччиною (1941)
Господа́рська Уго́да між СРСР і Німе́ччиною, підписана 10 січня 1941 в Москві Народним комісаром зовнішньої торгівлі СРСР А.І. Мікояном, з німецької сторони — Посланцем Міністерства закордонних справ Німеччини К. Шнурре. Цим документом розв'язувались суперечки навколо кордонів та продовжувалась торгівля сировиною та військовою технікою між Радянським Союзом та Нацистською Німеччиною. Договір продовжував домовленості досягнуті 1939 р. Пактом Молотова — Ріббентропа. Господарська Угода між СРСР і Німеччиною також мала секретні додатки, які врегулювали проблему територій в Литві, що були розподілені до того між двома країнами. Угода подовжувала економічні відносини між Радянським Союзом та Нацистською Німеччиною, поглиблені торговельним договором 1939 р. та більшим договором 1940 р.
Угода виявилася нетривалою. Лише через шість місяців після її підписання Німеччина напала на Радянський Союз, й економічні відносини між двома країнами припинились. Імпортована Німеччиною сировина в проміжку між 1939 та 1941 рр. зіграла велику роль у війні проти Радянського Союзу.

## Поділ Литви
Невелика південно-західна частина Литви, що за Договором між СРСР і Німеччиною від 28 вересня 1939 року відходила до Німеччини, була придбана Радянським урядом, разом з населенням, за 31 500 000 рейхсмарок (7,5 мільйона золотих доларів США). Відповідно до Договору від 10 січня 1941 року передбачалось одну восьму частину суми покрити поставками кольорових металів протягом трьох місяців, а решту — сплатити золотом.

## Товарообіг
Протягом першого етапу торговельного договору 1940 р. (11 лютого 1940 до 11 лютого 1941) та другого (11 лютого 1941 до розриву відносин), Німеччина отримала велику кількість сировини, зокрема понад:
- 1 600 000 тонн борошна
- 900 000 тонн нафти
- 200 000 тонн бавовни
- 140 000 тонн мангану
- 200 000 тонн фосфатів
- 20 000 тонн хромової руди
- 18 000 тонн гуми
- 100 000 тонн сої
- 500 000 тонн залізних руд
- 300 000 тонн металобрухту та чавуну
- 2 тонни платини

Було поставлено велику кількість сирої нафти, в німецьких документах в липні 1940 зазначалось, що Радянський Союз поставляв 150 тисяч тонн сирої нафти на місяць протягом п'яти місяців в 900 спеціально виділених для цього німецьких вагонах-цистернах.
Тороговельний договір допоміг Німеччині витримати Британську блокаду. В червні 1940 р. імпорт з Радянського Союзу становив 50 % всього німецького імпорту та часто перевищував 70 % всього імпорту до розриву договору в червні 1941 р.
Серед іншого військового спорядження СРСР було продано недобудований важкий крейсер Lützow за 104 млн райхмарок.

## Розрив договору
22 червня 1941 р. Німеччина розпочала втілювати план «Барбаросса» — напад на Радянський Союз, напрям якого проходив через території поділені між двома країнами. Те, що Німеччині вдалось так далеко зайти в справі знищення Радянського Союзу, сталось завдяки діям останнього між 1939 та 1941 рр. Без імпортованих з Радянського Союзу матеріалів, Німецькі запаси мали вичерпатись за три з половиною місяці, до жовтня 1941 р, а запаси гуми та борошна Німеччина вже спустошила би до першого дня вторгнення:
| Нафтопродукти                                                                         | 912    | 1350 | 438    | 905  | -7     |
| Гума                                                                                  | 18.8   | 13.8 | -4.9   | 12.1 | -6.7   |
| Манган                                                                                | 189.5  | 205  | 15.5   | 170  | -19.5  |
| Борошно                                                                               | 1637.1 | 1381 | -256.1 | 761  | -876.1 |
| *Запаси Німеччини в тисячах тонн (з та без імпорту з СРСР — на жовтень 1941 загальні) |        |      |        |      |        |

Без постачання цих чотирьох основних категорій товарів з Радянського Союзу, Німеччина навряд чи змогла напасти на нього..